# Roud Folk Song Index

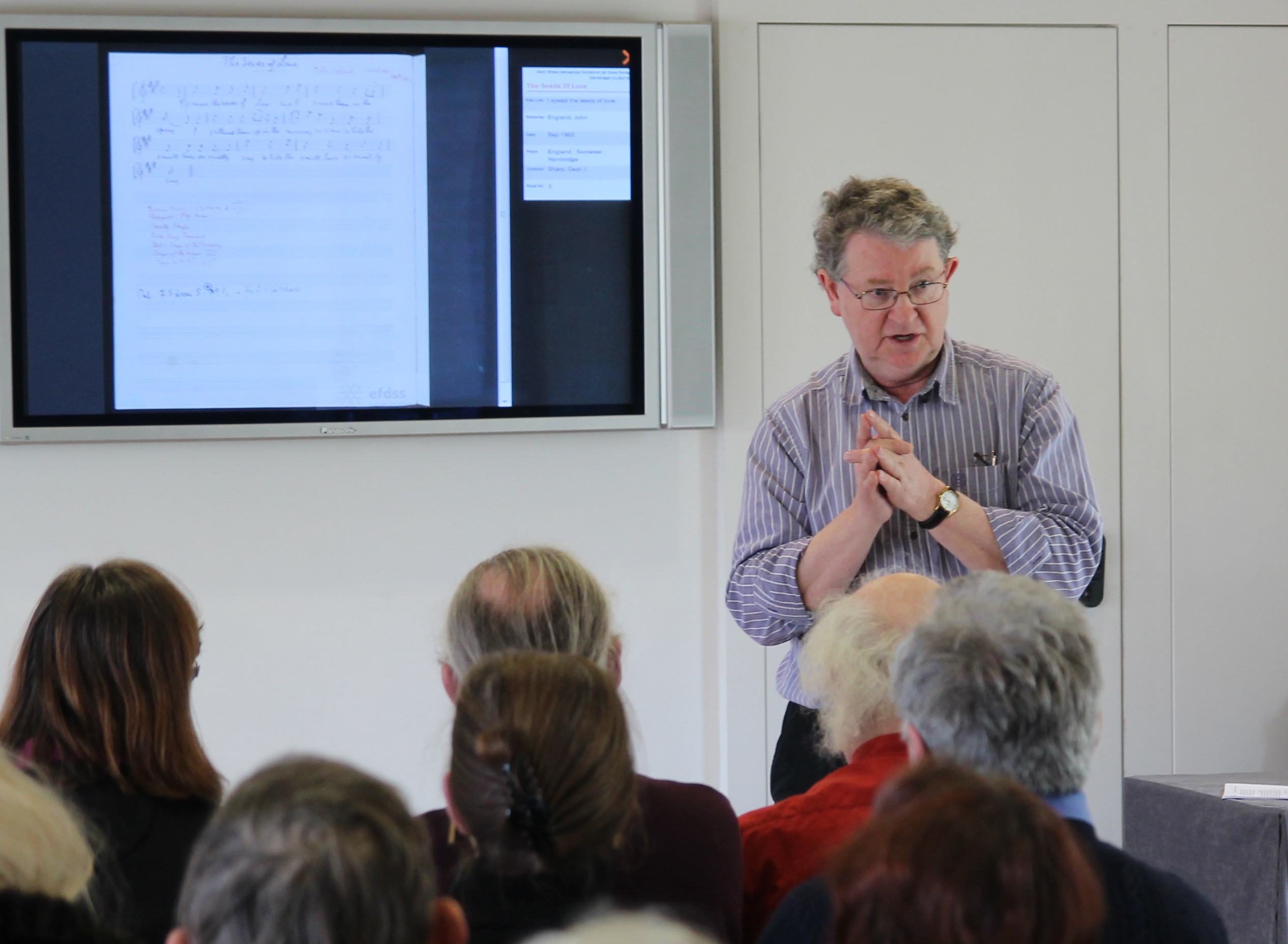
Steve Roud, skaparen av Roud Folk Song Index, föreläser på universitetet i Cambridge i mars 2014.

Roud Folk Song Index är en databas med omkring 250 000 referenser till nästan 25 000 sånger som samlas in från muntlig tradition i det engelska språket från hela världen. Den är sammanställd av den före detta bibliotekarien Steve Roud från Croydon i London.
Rouds index är en kombination av tryckta källor före år 1900 samt ett flertal inspelningar. Databasen innehåller även alla källor som använts av Francis James Child (The English and Scottish Popular Ballads) och innehåller inspelningar från 1900 till 1975. Fram till början av 2006 var databasen tillgänglig genom ett abonnemang av CD-skivor, men kan numera hittas på internet.

## Syfte
Den primära syftet med databasen är att använda den som forskningshjälp som korrelerar versioner av traditionella engelskspråkiga folkssångtexter, som dokumenterats under de senaste århundradena av många olika personer i Storbritannien och Nordamerika. Det är möjligt att söka i databasen, till exempel efter titel, första raden eller ämnet (eller en kombination) för att lokalisera en speciell version av en viss sång.
Databasen är erkänd som ett "signifikant index" av English Folk Dance and Song Society och var en av de första artiklarna som de publicerade på webbplatsen av Vaughan Williams Memorial Library 2006.